# Хегарти, Пол
Пол Энтони Хегарти (род. 27 июля 1954 года в Эдинбурге) — шотландский футболист, игравший на позиции защитника. По завершении игровой карьеры — тренер. Большую часть карьеры провёл за клуб «Данди Юнайтед», был капитаном команды, также выступал за национальную сборную Шотландии. Чемпион Шотландии, двукратный обладатель Кубка шотландской лиги.

## Карьера игрока

### Клубная карьера
В профессиональном футболе дебютировал в 1972 году, выступая на позиции нападающего за команду «Гамильтон Академикал», в которой провёл два сезона, приняв участие в 67 матчах чемпионата.
Своей игрой за эту команду привлёк внимание Джима Маклейна, тренера клуба «Данди Юнайтед», в состав которого присоединился в ноябре 1974 года за 27500 фунтов. Через два года Маклин перевёл Хегарти в защиту в пару к Дэвиду Нейри. Хегарти отыграл за команду 15 сезонов своей игровой карьеры. Большую часть времени, проведённого в составе «Данди Юнайтед», был основным игроком защиты команды. В 1979 году команда выиграла Кубок шотландской лиги, а в следующем сезоне — защитила титул. В 1983 году «Данди» завоевал титул чемпиона Шотландии. В том сезоне Хегарти приходилось даже играть в воротах, когда в матче против «Гринок Мортон» вратарь Хэмиш Макалпайн получил травму. В 1987 году Хегарти с клубом дошёл до финала Кубка УЕФА, где уступил «Гётеборгу».
В 1990 году защищал цвета клуба «Сент-Джонстон», которому помог повыситься в классе.
Завершил профессиональную игровую карьеру в клубе «Форфар Атлетик», за который выступал в течение 1990—1992 годов.

### Выступления за сборную
В 1979 году он дебютировал в официальных матчах в составе национальной сборной Шотландии. В течение карьеры в национальной команде, длившейся пять лет, провёл в форме Шотландии всего восемь матчей. В своём последнем матче против Северной Ирландии вышел на поле с капитанской повязкой. Также сыграл один матч за сборную Шотландской лиги.

## Карьера тренера
Начал тренерскую карьеру, ещё продолжая играть на поле, в 1990 году, возглавив тренерский штаб клуба «Форфар Атлетик». Покинул клуб после понижения в классе в 1992 году.
В 1999 году стал главным тренером команды «Абердин», тренировал клуб всего один год.
Затем в течение 2002—2003 годов возглавлял тренерский штаб своего бывшего клуба «Данди Юнайтед». Сначала он был исполняющим обязанности, но по ходу сезона стал полноправным тренером. Был уволен в январе 2003 года.
В декабре 2008 года он был назначен тренером «Ливингстона», но из-за финансовых проблем клуба проработал там всего несколько месяцев.
В феврале 2015 года он стал тренером «Монтроза» из Второй лиги. Команда попала в зону вылета и вынуждена была играть в плей-офф за сохранение места. Клубу удалось избежать вылета, однако в ноябре 2016 года Хегарти был уволен за неудовлетворительные результаты.

## Достижения
«Данди Юнайтед»
- Чемпион Шотландии: 1982/83
- Обладатель Кубка шотландской лиги: 1978/79, 1979/80
- Финалист Кубка УЕФА: 1986/87

«Сент-Джонстон»
- Победитель Первого дивизиона: 1989/90